# Fundação Oriente Médio

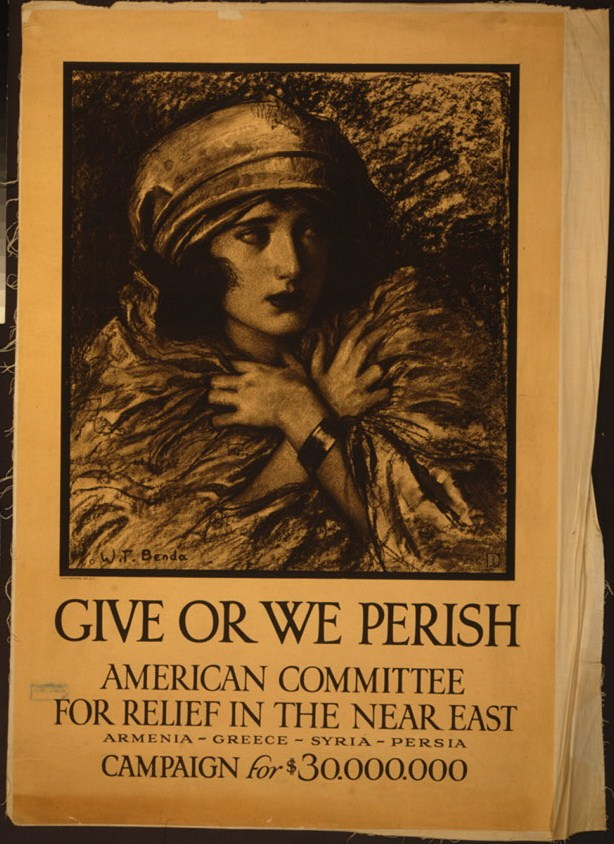
Cartaz da campanha para arrecadar US$ 30,000,000 da Comitê Americano para o Socorro dos Armênios, Gregos e Sírios.

A Near East Foundation (NEF, Fundação Oriente Médio), anteriormente o Comitê Americano para o Socorro dos Armênios, Gregos e Sírios (ACASR),  e em seguida, o Comitê Americano para o Socorro do Oriente Médio (ACRNE), e, mais tarde, Socorro ao Oriente Médio, é uma fundação americana internacional de desenvolvimento econômico e social com sede em em Syracuse, Nova York.
Fundada em 1915, nos Estados Unidos é a mais antiga organização internacional não-sectária internacional para o desenvolvimento, e a segunda organização humanitária americana fundada por um ato do Congresso. A Socorro ao Oriente Médio, organizou o primeiro projeto humanitário em grande escola no mundo em resposta ao Genocídio armênio. Conhecida como Fundação Oriente Médio desde 1930, NEF foi pioneira em muitas das estratégias empregadas pelos líderes de organizações de desenvolvimento. Nos últimos 100 anos, a NEF tem trabalhado com comunidades parceiras em mais de 40 países. A fundação organizou o primeiro grande projeto humanitário dos Estados Unidos, no início do século 20.

## Afiliados

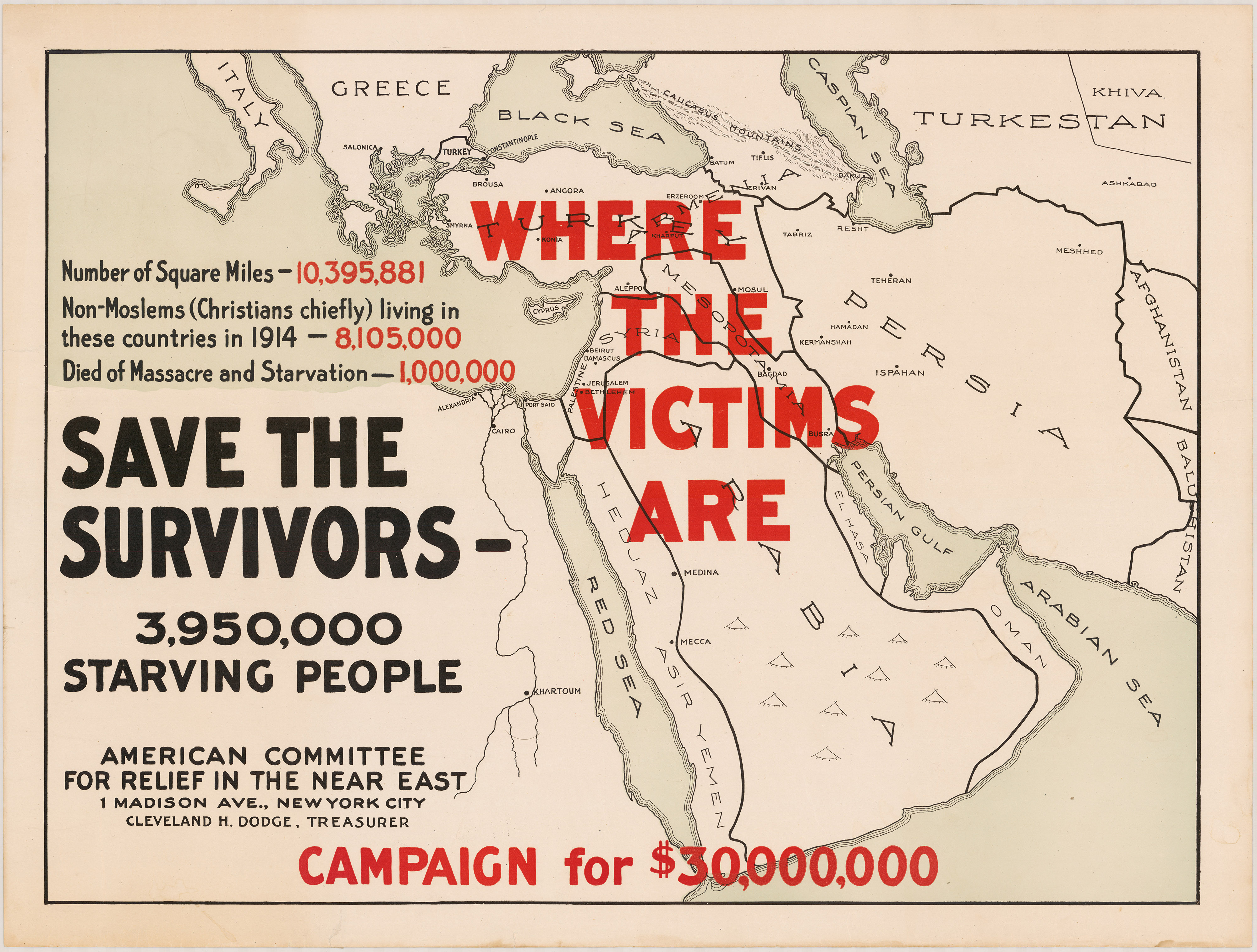
Este cartaz faz parte da campanha especial do Comitê Americano para Socorro ao Oriente Médio em 1918.

- Fundação Oriente Médio - Arménia
- Fundação Oriente Médio - Egito
- Fundação Oriente Médio - Jordânia
- Fundação Oriente Médio - Líbano
- Fundação Oriente Médio - Mali
- Fundação Oriente Médio - Marrocos
- Fundação Oriente Médio - Palestina
- Fundação Oriente Médio - Senegal
- Fundação Oriente Médio - Sudão
- Fundação Oriente Médio - Reino Unido
- Sociedade Histórica da Fundação Oriente Médio
- Comissão de Serviço Mundial